# 御幸沙智子
御幸 沙智子（みゆき さちこ）とは元宝塚歌劇団花組副組長。大阪府大阪市出身。金蘭会高等女学校出身。芸名は父が命名。宝塚時代の愛称はサチ坊、キクイちゃん。

## 来歴
1948年に宝塚音楽学校に入学。翌1949年、宝塚歌劇団に36期生として入団し、『黄金の林檎』/『南の哀愁』で初舞台を踏む。宝塚入団時の成績は63人中16位。娘役として活動。
1975年5月19日から1976年の退団まで歌川波瑠美と花組副組長を務める。
1976年3月30日付で宝塚歌劇団を退団。最終出演公演の演目は『あかねさす紫の花』。

## 人物
宝塚時代の配属組は雪、月、花の順である。

## 出演舞台
- 『黄金の林檎』/『南の哀愁』（1949年）
- 『南の哀愁』 - 領事（1964年）
- 『霧深きエルベのほとり』 - ザビーネ（1967年）
- 『ゴールド・ヒル』 - いく（1971年）
- 『さらばマドレーヌ』- ミレイユ伯爵夫人（1972年）
- 『霧深きエルベのほとり』 - 夫人（1973年）
- 『嵐が丘』  - リントン夫人（1969年）
- 『白い朝』- おきみ 役（1974年）
- 『ベルサイユのばら』 -　ポリニャック夫人（1974年）
- 『あかねさす紫の花』（1976年）